# 张华祝
张华祝（1945年3月—），江苏滨海人，汉族，中华人民共和国政治人物，国防科学技术工业委员会原副主任、党组副书记兼国家原子能机构主任。中国共产党党员，第十届、第十一届全国政协委员。

## 生平
1968年毕业于清华大学自动控制系自控元件专业。2001年6月，中国科学技术协会第六次全国代表大会召开，并选举其出任第六届全国委员会顾问。
2008年，当选第十一届全国政协委员，代表中国科学技术协会，分入第二十三组。并担任文史和学习委员会专委。